# Euryopis praemitis
Euryopis praemitis är en spindelart som beskrevs av Simon 1909. Euryopis praemitis ingår i släktet Euryopis och familjen klotspindlar.
Artens utbredningsområde är Vietnam. Inga underarter finns listade i Catalogue of Life.